# Marc-Antoine Charpentier
Marc-Antoine Charpentier (født 1643, død 24. februar 1704) var en fransk barokkomponist. Han skrev operaer, men er mest kendt for kirkemusik.

## Liv
Han blev født i eller nær Paris som søn af en mesterskribent med gode forbindelser til Det parisiske parlament. Han fik musikundervisning som barn og tog som 18-årig til Rom, hvor han var 1667 – 1669. Der studerede han hos den italienske komponist Giacomo Carissimi. Tilbage i Frankrig med stor viden om barokmusik arbejdede han hos Marie af Lorraine til hendes død i 1688.